# ポルト・サーキット

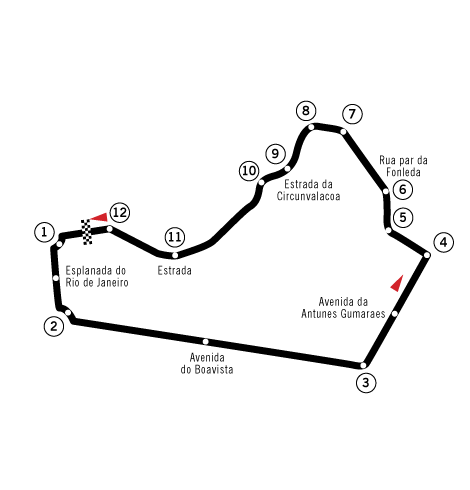
コースレイアウト

ポルト・サーキット（ボアビスタ・サーキット、Circuito da Boavista）は、ポルトガルの都市ポルト（オポルト）でF1ポルトガルGPが行われた市街地（公道）コース。1958年、1960年のF1ポルトガルGPで使用された。歩道や路面電車の線路の上も通っていたコースレイアウト。
マカオのギア・サーキット、モナコのモンテカルロ市街地コースと並ぶ難コースといわれる。
1960年にポルトガルGPが開催されたの最後に40年以上使われることはなかったが、2005年にレースコースとして使えるように改修が施され、クラシックカーを用いたヒストリックカーレースなどが行われるようになった。2007年から隔年開催で世界ツーリングカー選手権が開催されている。